# 丁度可知差異
精神物理学において、丁度可知差異（ちょうどかちさい、just noticeable difference、jnd ）あるいは最小可知差異（さいしょうかちさい）とは、ある標準となる感覚刺激からはっきりと弁別できる刺激の最小の差異のことである。弁別閾（べんべついき、difference threshold あるいは difference limen）と呼ばれることもある。
マーケティングの分野ではこの考え方の応用として、いったん構築されたブランドイメージの一貫性を維持しながら市場の変化に対応していくために加え続けるパッケージや味などへのわずかな変更のことを丁度可知差異と表現する。

## 概要
丁度可知差異は英語の "just noticeable difference" の訳語で、文字通り人間のさまざまな感覚での「just noticeable（辛うじて気づく）」差異を表す。
丁度可知差異の考え方を最初に用いたのは19世紀のドイツの生理学者であるエルンスト・ヴェーバーで、人間が感じる重さの感覚について以下の式で表される法則を発見した
。
{\displaystyle {\frac {\Delta I}{I}}=k}
ここで{\displaystyle I\!} は標準刺激の強さ、{\displaystyle \Delta I\!} は違いが分かる最小の差異（丁度可知差異）、k はヴェーバー比と呼ばれる定数である。
これはヴェーバーの法則と呼ばれ、例えば 40g の重さに対し 1g 加えることで変化が分かった場合、80g の重さに対しては 2g 加えないと変化が分からないということを表す。
ヴェーバーの弟子で精神物理学の創始者でもあるグスタフ・フェヒナーは重さ以外の感覚にも適用範囲を広げ、ヴェーバーの法則の定式化と理論付けを行った。
この法則は全ての感覚で成立するものではないが、明るさ、音の大きさ、重さ、線の長さなど多くの対象に適用することができる
。ヴェーバー比の値は対象ごとに異なり、一定範囲内の強さの刺激では定数として扱うことができる。

## 詳細
丁度可知差異は一意に決まる数値ではなく統計量であり、測定ごとに値が変動する。そのため丁度可知差異の正確な定義は以下のようになる

。
```
判断回数の50%の信頼率で弁別される2刺激間の最小差異
```

丁度可知差異の一般的な測定方法として以下の3つの手法が知られている。
極限法実験者が比較対象となる刺激を一定の間隔で変化させ、被験者の標準刺激に対する差異判断の変化により値を求める
恒常法実験者が比較対象となる複数の刺激をランダムに提示し、被験者の標準刺激に対する差異判断により値を求める
調整法被験者が刺激をダイアルなどで連続的に変化させながら標準刺激と同じと判断した刺激の範囲から値を求める
極限法は、実験者があらかじめ決めた間隔で刺激の強さを上方向/下方向に段階的に変化させ、標準刺激との差異を被験者が判断する。刺激の変化方向の影響をなくすため上方向/下方向の変化を同じ回数行って平均をとる。比較的実施が容易であるという長所があるが、慣れや期待による誤差が発生しやすい。
恒常法は、極限法のように比較刺激を段階的に変化させる代わりに、あらかじめ決めた間隔の刺激をランダムに提示する方法である。慣れや期待による誤差は発生しにくいが、ランダムに提示された結果から正確な情報を得るために非常に多くの刺激を提示して統計的処理を行う必要があり、測定に時間が掛かる。
調整法は、被験者自身が比較対象となる刺激を調整できるため、分かりやすく測定が短時間で済むという長所があるが、被験者の意図が入る可能性がある。
極限法と恒常法では、標準刺激と比較対象刺激との区別が不確実な範囲（不確定帯）の 1/2 が丁度可知差異になる。調整法では標準刺激と同じと判断された反応の標準偏差の 0.6745 倍（確率が 50% の誤差範囲）が丁度可知差異である。